# Justin Martínez
Justin Martínez (Bonao, República Dominicana, 30 de julio de 2001) es un jugador profesional dominicano de béisbol que se desempeña en la posición de lanzador en Arizona Diamondbacks, equipo de las Grandes Ligas de Béisbol (MLB).

## Carrera
En 2023, Martínez hizo su debut en la MLB con el equipo Arizona Diamondbacks, donde lleva jugando dos temporadas.